# João Ribeiro de Oliveira e Sousa
João Ribeiro de Oliveira e Sousa (Entre Rios de Minas, 9 de julho de 1863 — Rio de Janeiro, 7 de novembro de 1933) foi um advogado, banqueiro e político brasileiro.

## Vida
Filho do Coronel Joaquim Ribeiro de Oliveira e Sra. Ardelina Carolina de Oliveira. Completou os estudos secundários no Colégio do Caraça e, posteriormente, formou-se pela faculdade de direito em São Paulo, em 1886. 
Exerceu o cargo de promotor de justiça no município de Queluz (hoje Conselheiro Lafaiete), transferindo-se depois para Juiz de Fora, onde atuou como advogado. Durante a época em que cursava a faculdade em São Paulo, fez jornalismo, fundando, em 1888, em Juiz de Fora, o “Diário de Minas”, jornal de feição moderna para a época. 
Aos 35 anos de idade, idealizou a criação de um estabelecimento bancário, o que veio a ocorrer com a fundação do Banco de Crédito Real de Minas Gerais, que contou com a sua participação, no ano de 1889. Foi nomeado gerente naquele mesmo ano e, em 1893, elevado ao cargo de diretor-gerente, o qual ocupou até 1906. Ao regressar de uma viagem à França, a convite do presidente da república, Conselheiro Afonso Pena, ascendeu à presidência do Banco do Brasil. Em 1919 foi designado, pelo presidente da república, Delfim Moreira, para o ministério da fazenda. Fundou o Banco Mercantil do Rio de Janeiro, do qual foi presidente até a data de seu falecimento, em 7 de novembro de 1933.
Foi ministro da Fazenda no governo de Delfim Moreira, de 17 de janeiro a 27 de julho de 1919.